# Neohyssura atlantica
Neohyssura atlantica is een pissebed uit de familie Hyssuridae. De wetenschappelijke naam van de soort is voor het eerst geldig gepubliceerd in 1987 door Wägele.